# Hyfeem

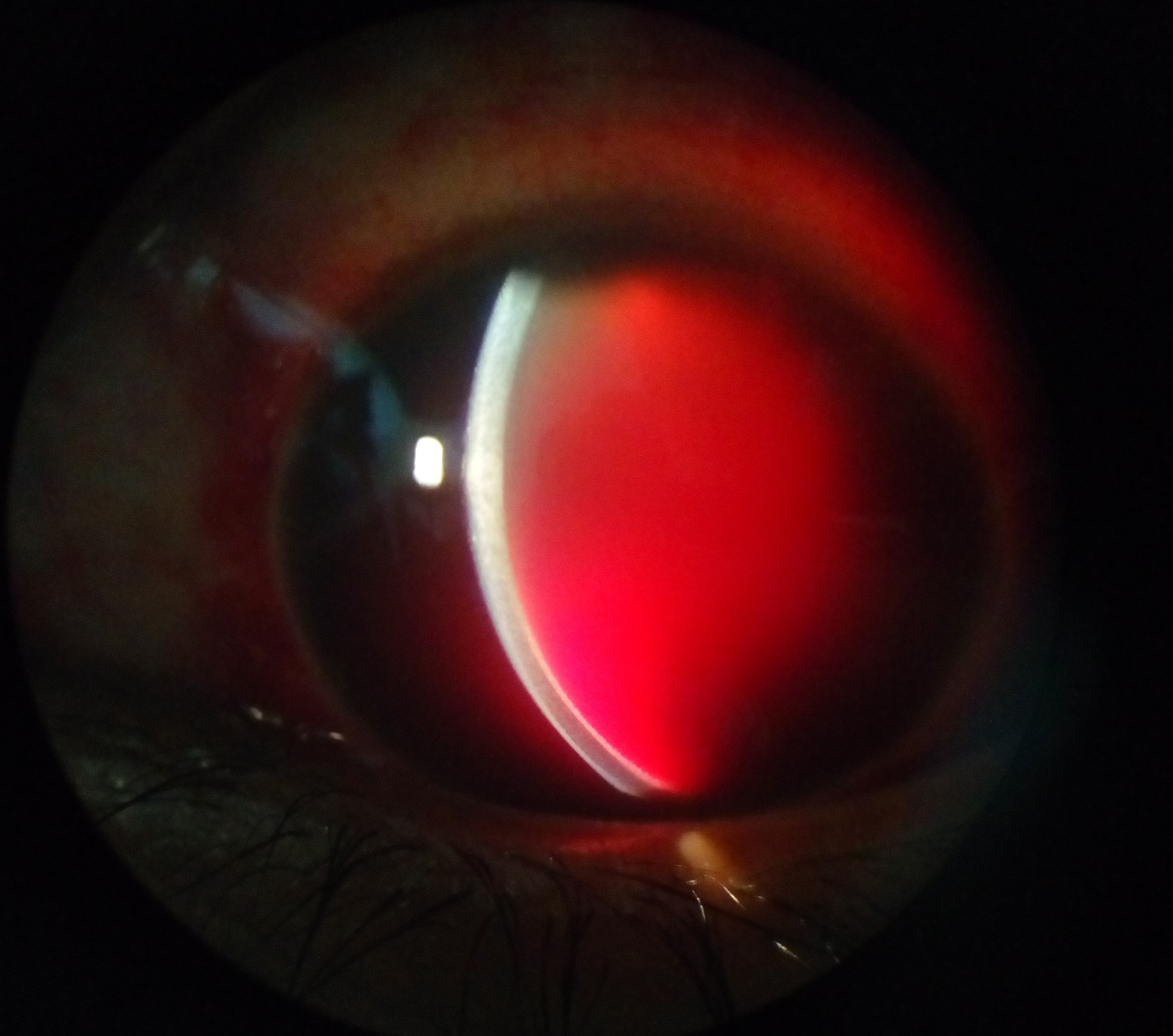
Compleet hyfeem

Een hyfeem  is een ophoping van bloed in de voorste oogkamer van het oog. Het ontstaat vaak door een ongeluk met het oog (trauma), bijvoorbeeld een klap in het gezicht of een vuurpijl in het oog. De tweede oorzaak is vaak een systemische oorzaak of een interne bloeding door neovascularisatie in de iris of kamerhoek.

## Symptomen en verschijnselen
Iemand met een hyfeem zal dit snel merken door:
- Pijn in de voorkant van het oog door een verhoogde intra-oculaire druk
- Verlaagde visus
- Fotofobie
- Een rood oog
- Rubeosis iridis

### Differentiaaldiagnose
Vaak is een hyfeem idiopathisch en op zichzelf staand, maar het kan ook wijzen op een onderliggende pathologie, zoals:
- Uveïtis
- Glaucoom
- Fuchs heterochrome iridocyclitis
- Neovascularisatie van de kamerhoek en iris
- Verstoringen in de bloedwaarden, bijvoorbeeld een verminderde hypercoagubiliteit